# Mittenothamnium humile
Mittenothamnium humile är en bladmossart som beskrevs av Jules Cardot 1913. Mittenothamnium humile ingår i släktet Mittenothamnium och familjen Hypnaceae. Inga underarter finns listade i Catalogue of Life.